# Laboratoire d'informatique fondamentale de Marseille
Le Laboratoire d'Informatique Fondamentale de Marseille (LIF) est une Unité mixte de recherche (UMR 7279) du CNRS, de l’université de la Méditerranée et de l’université de Provence. Au CNRS, le LIF est rattaché à l’Institut des sciences de l'information et de leurs interactions (INS2I).
Le LIF est constitué de 6 équipes de recherche :
- Algorithmique Distribuée
- Bases de données et Apprentissage Automatique
- Combinatoire et Recherche Opérationnelle
- Modélisation et Vérification
- Systèmes complexes, automates et pavages
- Traitement Automatique du Langage Écrit et Parlé